# Université de l'Océan Indien
L'université de l'Océan Indien est un ancien programme de mise en réseau qui impliquait les institutions d'enseignement et de recherche des pays de la Commission de l'océan Indien, laquelle regroupe Madagascar, Maurice, les Seychelles, les Comores et la France à travers La Réunion et Mayotte.
Partiellement financé par des fonds européens, ce programme jouait le rôle d'université sans murs en mobilisant des établissements existants dans la région. 
Ce projet est terminé depuis fin 2005.